# Takayuki Tada
Takayuki Tada (japanisch 多田 高行 Tada Takayuki; * 7. April 1988 in Sanuki) ist ein ehemaliger japanischer Fußballspieler.

## Karriere
Tada erlernte das Fußballspielen in der Schulmannschaft der Takigawa Daini High School und der Universitätsmannschaft der National Institute of Fitness and Sports in Kanoya. Seinen ersten Vertrag unterschrieb er 2010 bei Giravanz Kitakyushu. Der Verein spielte in der zweithöchsten Liga des Landes, der J2 League. Für den Verein absolvierte er 103 Ligaspiele. Ende 2016 beendete er seine Karriere als Fußballspieler.